# Vinsent
Ví́nsent (справжнє ім'я — Дмитро́ Володи́мирович Папко, біл. Дзьмітры Ўладзімеравіч Папко) — білоруський реп-виконавець, один із найвідоміших виконавців у своєму жанрі на території Білорусі. Любовна і громадянська лірика, сюрреалізм, соціальна пародія — такою є тематика пісень репера. У 2010 році Vinsent взяв участь в українському фестивалі Бандерштат 2010.
У квітні 2013 Vinsent заявив, що після прибуття до Білорусі після зйомок фільму «Жыве Беларусь!» (укр. Живе Білорусь!) його почали переслідувати білоруські спецслужби. Акторові анулювали діагнози, що давали йому відстрочку від армії, та викликали на допит.

## Дискографія

### Альбоми
- Пачатак (2009)

### Відеокліпи
- Працягваю жыць
- Восеньскі вальс[4]